# Симс, Чарльз (математик)
Чарльз Коффин Симс (14 апреля 1937, Элкхарт, Индиана — 23 октября 2017, Сент-Питерсберг, Флорида) — американский математик известный в основном своим работами по теории конечных групп. Вместе с Дональдом Хигманом он открыл группу Хигмана-Симса, принадлежащую к спорадическим группам. Программа, разработанная Симсом для анализа групп перестановок позволила доказать существование группы Лионса — Симса и группы O'Нана — Симса. Симс является одним из основателей вычислительной теории групп и создателем алгоритма Шрайера — Симса.
Симс родился и вырос в Элькарте, штат Индиана и закончил Мичиганский университет. Продолжил обучение в Гарвардском университет под руководством Джона Томпсона. Защитил диссертацию в 1963 году. В диссертации он нашёл близкую верхнюю и нижнюю оценку числа P-групп.
С 1965 по 2007 год он преподавал в Ратгерском университете в Нью-Брансуике. В течение этого периода он занимал, в частности, должность заведующего кафедрой (1982-1984) и младшего проректора по компьютерному планированию (1984-1987). В 2007 году он ушёл из университета и переехал в Сент-Питерсберг, штат Флорида.
В 2012 году он стал членом Американского математического общества.